# Будущее разума (книга)
«Будущее разума» — книга Митио Каку, американского физика-теоретика, активного популяризатора науки и автора научно-популярных книг.
В этой книге Митио Каку рассказывает об истории мозга, о современных инструментах, позволяющих не только исследовать структуру мозга, но и следить за его работой. Он пишет о технологиях, которые могут дать возможность записывать воспоминания и сны, читать мысли и практиковать телекинез. Отдельный раздел посвящён изменённым и альтернативным формам сознания и возможности управления мозгом в борьбе с депрессией, болезнью Паркинсона и синдромом Альцгеймера.
То, что обо всем этом пишет не нейробиолог, а физик, по мнению автора, является достоинством книги, поскольку это дает возможность по-новому взглянуть на предмет исследования.
Книга вышла в свет 25 февраля 2014 года в американском издательстве Doubleday. Уже в следующем месяце «Будущее разума» возглавила список бестселлеров The New York Times, в котором оставалась несколько недель подряд.
Книга получила высокие оценки экспертов программы «Всенаука». Благодаря чему попала в число научно-популярных книг, которые в рамках проекта «Дигитека» распространяются в электронном виде бесплатно для всех читателей.

## Содержание
Книга I: Разум и сознание
В этом разделе рассказывается об истории мозга, объясняется, как целый ряд новых инструментов, появившихся в физических лабораториях, вошли в нашу жизнь и дали возможность следить за работой мысли. Автор дает определение сознания и показывает, как можно численно охарактеризовать разные типы сознания.
1. Раскрытие разума
2. Сознание с точки зрения физика
Книга II: Сознание превыше материи
Во второй книге Митио Каку пишет о новой технологии, позволяющей записывать воспоминания читать мысли и делать видеозапись снов.
3. Телепатия. Скажи мне, что ты думаешь
4. Телекинез. Сознание управляет материей
5. Воспоминания и мысли на заказ
6. Мозг Эйнштейна и повышение интеллекта
Книга III: Изменённое сознание
В этом разделе автор изучает альтернативные формы сознания. Говорит о потенциальных возможностях управления мозгом как средством преодоления таких заболеваний, как депрессия, болезнь Паркинсона, синдром Альцгеймера и др.
7. В ваших сновидениях
8. Можно ли контролировать сознание?
9. Изменённые состояния сознания
10. Искусственный разум и кремниевое сознание
11. Обратная разработка мозга
12. Будущее. Сознание помимо материи
13. Разум как чистая энергия
14. Инопланетный разум
15. Последние замечания
Приложение
Обсуждается концепция, согласно которой сознание, возможно, является основой реальности.

## Рецензии
- Slon Magazine: Будущее разума: научпоп как способ мечтать[4];
- Forbes.ru: Десять главных нон-фикшн книг зимы[5];
- Рецензия на сайте «Комсомольская правда»[6];
- «Русский репортер» (фрагмент книги)[7];
- Рецензия в The Telegraph
- Рецензия в The New York Times